# Merchavja (kibuc)
Merchavja nebo Merchavia (hebrejsky מֶרְחַבְיָה‎, anglicky Merhavia, v oficiálním seznamu sídel Merhavya Qibbuz) je kibuc na severu Izraele. Spadá do správní působnosti oblastní rady Jizre'elského údolí.

## Geografie
Leží v nadmořské výšce 70 metrů ve východní části Jizre'elského údolí, které dál k jihovýchodu přechází do Charodského údolí. Severovýchodně od obce se z rovinaté krajiny prudce zvedá masiv Giv'at ha-More, ze kterého sem přitéká vádí Nachal Merchavja. Jihozápadně od kibucu protéká vádí Nachal Charod.
Nachází se v oblasti s intenzivním zemědělstvím, jen 1 kilometr východně od města Afula, cca 77 kilometrů severovýchodně od centra Tel Avivu a cca 38 kilometrů jihovýchodně od centra Haify.
Na dopravní síť je kibuc napojen pomocí dálnice číslo 71. Podél západního okraje obce vede železniční trať v Jizre'elském údolí, zrušená roku 1948 a obnovená po nákladné rekonstrukci roku 2016 (v mírně odlišné trase). Funguje zde i železniční stanice Afula.

## Dějiny
Kibuc byl založen v roce 1929 poblíž mošavu Merchavja, po němž byl pojmenován. Mezi jeho zakladatele patřili členové ha-Šomer ha-ca'ir, kteří do Palestiny imigrovali po první světové válce z Haliče a žili v Haifě a jedněmi ze zakladatelů byli Eliezer Peri, který byl poslancem Knesetu za stranu Mapam a Meir Ja'ari, vůdčí osobnost hnutí.

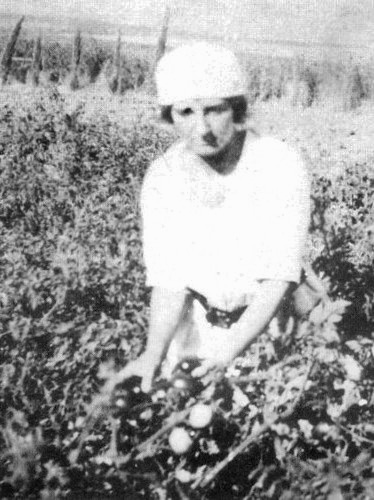
Golda Meirová během práce na poli kibucu Merchavja.

Mezi slavné obyvatele kibucu patří i Golda Meirová, která do mandátní Palestiny imigrovala v roce 1921. Po založení kibucu do něj chtěla s manželem Morrisem vstoupit, ale byla odmítnuta a přijata až napotřetí.
Osídlení v této lokalitě je ale staršího data. Mezi zdejší pamětihodnosti patří Bejt Kooperacija ("קואופרציה"), takzvaný Velký dvůr z roku 1913, kde sídlila zakladatelská Oppenheimerova nadace sousedního mošavu Merchavja. Šlo o pokusnou farmu zřízenou podle myšlenek německožidovského teoretika Franze Oppenheimera. Ten navrhl, aby se v tehdejší turecké Palestině zakládaly zemědělské samosprávné osady. Jejich utváření mělo probíhat ve třech fázích. V první fázi měla být založena komerční farma vedená odborníky, jejíž členové by byli pouhými placenými zaměstnanci. V druhé fázi měli zaměstnanci přejímat odpovědnost za chod farmy a ve třetí by se rozhodli pro kolektivní nebo individuální hospodaření. Experiment ale selhal pro spory mezi vedením a zaměstnanci. Roku 1914 pak farmu převzala skupina zemědělských dělníků, ale kvůli vypuknutí první světové války byla i ona neúspěšná. Dnes je zde muzeum.
Roku 1949 měl kibuc 404 obyvatel a rozlohu katastrálního území 6292 dunamů (6,292 kilometrů čtverečních). V roce 1960 zde byla založena průmyslová firma Pelses zabývající se výrobou plastových dílů pro umělé zavlažování. Ta je v současnosti, spolu se zemědělstvím, hlavním zdrojem příjmů vesnice. Kibuc prošel reformami, po kterých postupně ztratil výrazně kolektivní ekonomický a sociální charakter. Došlo k výstavbě nové obytné čtvrti pro nově příchozí zájemce o výstavbu soukromého rodinného domu. Kibuc se zároveň stal jedním z center pro absorpci nových přistěhovalců. Fungují zde zařízení předškolní péče o děti a také základní škola využívaná i žáky z okolních vesnic.

## Pamětihodnosti
V kibucu jsou také téměř nepatrné zbytky křižácké tvrze Castrum Faba řádu Templářů, dobyté Saladinem roku 1187.
V roce 1799 se zde utkala Napoleonova armáda s osmanskou. Tato bitva se poněkud nepřesně nazývá „bitva u hory Tábor“.

## Demografie
Obyvatelstvo kibucu Merchavja je sekulární. Podle údajů z roku 2014 tvořili naprostou většinu obyvatel v kibucu Židé – cca 1000 osob (včetně statistické kategorie "ostatní", která zahrnuje nearabské obyvatele židovského původu ale bez formální příslušnosti k židovskému náboženství, cca 1100 osob).
Jde o menší sídlo vesnického typu s dlouhodobě rostoucí populací. K 31. prosinci 2014 zde žilo 1111 lidí. Během roku 2014 populace stoupla o 1,7 %.
| Rok            | 1948 | 1949 | 1961 | 1972 | 1983 | 1995 | 2001 | 2003 | 2004 | 2005 | 2006 | 2007 | 2008 | 2009 | 2010 | 2011 | 2012 | 2013 | 2014 |
| -------------- | ---- | ---- | ---- | ---- | ---- | ---- | ---- | ---- | ---- | ---- | ---- | ---- | ---- | ---- | ---- | ---- | ---- | ---- | ---- |
| Počet obyvatel | 484  | 404  | 557  | 564  | 572  | 581  | 703  | 707  | 724  | 723  | 759  | 802  | 799  | 770  | 939  | 1180 | 1078 | 1092 | 1111 |